# مقدمة العنوان

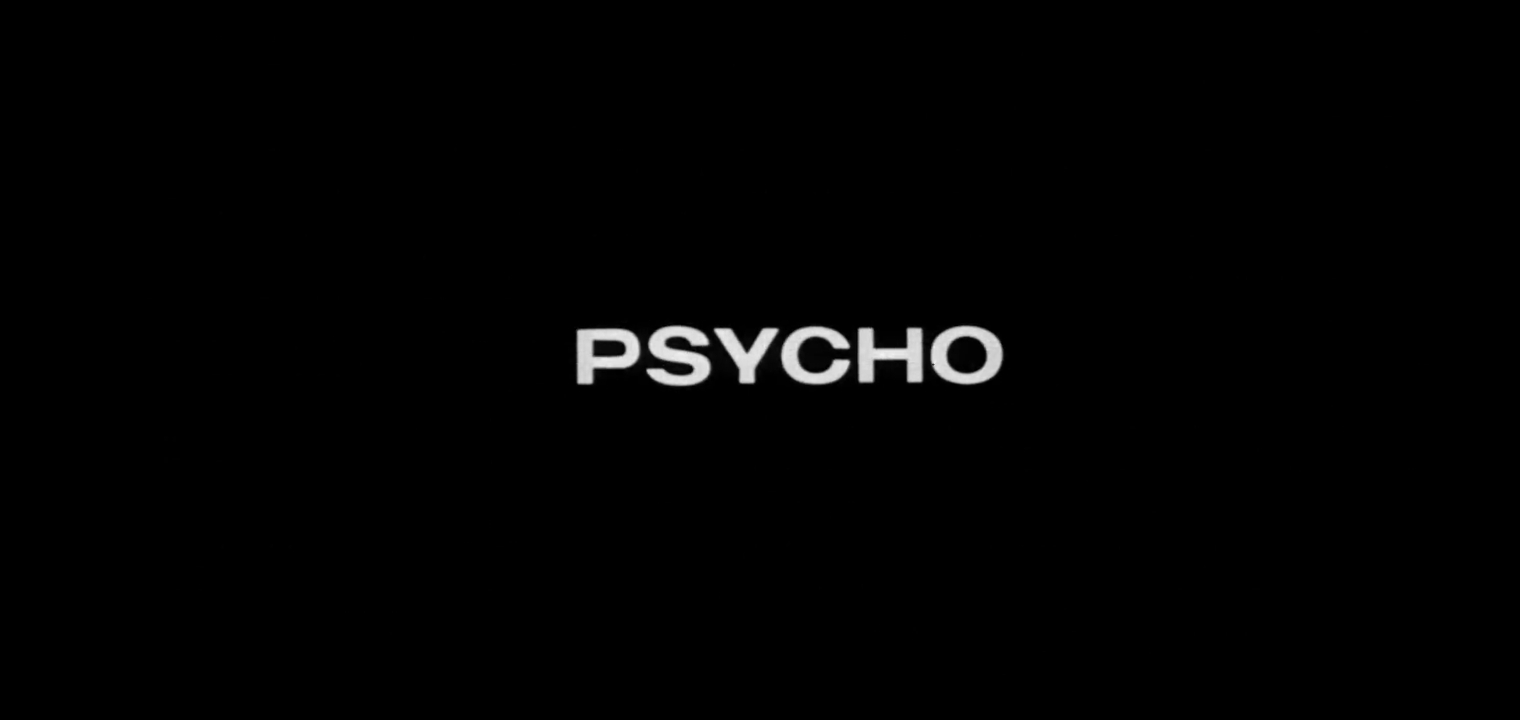
الاعتمادات الافتتاحية لفيلم ألفريد هيتشكوك سايكو (1960)

تُعرف مقدمة العنوان (أو المقدمة) بأنها الطريقة التي يقدم بها الأفلام أو البرامج التلفزيونية عنوانها وأعضاء الإنتاج وفريق التمثيل الرئيسي، باستخدام تقنيات بصرية وصوتية مفهومية (عادة مقطوعة موسيقية افتتاحية مع صور متحركة، تشبه فيديو موسيقي قصير). يشمل عادة نص الأسماء الافتتاحية، ويساعد في إرساء إطار وطابع البرنامج. قد يتضمن لقطات حقيقة أو رسوم متحركة، أو موسيقى، أو صور ثابتة، و/أو رسومات. في بعض الأفلام، تسبق مقدمة العنوان مقدمة باردة.

## تاريخها
منذ اختراع كاميرا السينما، تم استخدام بطاقات العنوان البسيطة لبدء وانتهاء عروض الأفلام الصامتة بهدف تحديد الفيلم وشركة الإنتاج المشاركة، وأيضًا لإشارة للمشاهدين بأن الفيلم بدأ وانتهى. في سينما الصامتة، استخدام بطاقات العنوان طوال الفيلم لنقل الحوار والحبكة، وفي بعض هذه الأفلام القصيرة الأولى تجد أول أمثلة على مقدمات العناوين بحد ذاتها، حيث تعرض حرفيًا سلسلة من بطاقات العنوان في بداية الفيلم. مع ظهور الصوت، كانت المقدمة عادة مصحوبة بمقدمة موسيقية أو مقطوعة موسيقية.
ببطء، تطورت مقدمات العناوين لتصبح قطعًا أكثر تعقيدًا في صناعة السينما. ظهور التلفزيون كان لحظة حاسمة في تصميم مقدمات العناوين؛ لأنه أجبر استوديوهات الأفلام الكبرى على الاستثمار في جعل السينما أكثر جاذبية من أجل استعادة جمهور يتناقص. أفلام "الآلاف من الممثلين" التي صوّرت بتنسيقات الشاشات العريضة المختلفة كانت استجابة مباشرة لاقتحام التلفزيون الناجح لسوق الترفيه.
جزء من الجودة الجديدة والمرموقة في صناعة السينما كانت السمات العامة للموسيقى الأوركسترالية قبل فتح الستارة ومقدمات العناوين الطويلة - وكل ذلك مصمم لنقل شعور الأهمية والجدية والذي كان من المأمول ألا تستطيع التلفزيون المنافسة به. مع تزايد طول وتعقيد مقدمات العناوين في السينما، أصبح تعاون مصممي الجرافيك المرموقين بما فيهم سول باس وموريس بيندر أمرًا أكثر شيوعًا. يُشار عادةً إلى مقدمة عنوان فيلم الفيلم الشهير لألفريد هيتشكوك "شمال شمال غرب" كأول مقدمة تستخدم توجيه النص الحركي لفترة طويلة. وقد أثرت هذه الابتكارات بدورها على ميول تصميم العناوين في التلفزيون في فترة الستينيات، مما أدى إلى إنشاء مقدمات قوية مستندة إلى الرسوم البيانية للعديد من البرامج التلفزيونية. منذ ذلك الحين، تعاملت وسائط السينما والتلفزيون مع بعضها البعض بطريقة تتضمن التأثير والتحفيز المتبادل، ودفع بعضها بعضًا في اتجاهات مختلفة.
كانت هناك عدة لحظات حاسمة في تاريخ تصميم مقدمات العناوين. ظهور التقنيات الرقمية في أواخر الثمانينات وأوائل التسعينات في صناعة السينما والتلفزيون قد غير كلا الصناعتين، وبناءً على ذلك، شهدت التسعينات عودة قوية لتصميم مقدمات العناوين. ومن المثير للجدل أن مشهدًا رئيسيًا في هذه العودة كان المقدمة الرئيسية لفيلم "سفن" للمخرج ديفيد فينشر، التي صممها كايل كوبر أثناء تواجده في R/GA،وتم إنشاؤها باستخدام وسائل تماثلية بشكل أساسي. تم إنشاء طرق العرض البصري لفيلم "سفن" بواسطة شركة أبحاث السينما، وهي الشركة الرائدة في مجال مقدمات العناوين في التسعينات. بعدها بوقت قصير، قامت التلفزيون بالقفز على القطار وبدأت الشبكات مثل HBO في تطوير تجارب سينمائية أكثر للتلفزيون، بما في ذلك مقدمات عناوين أكثر تعقيدًا واهتمامًا. على سبيل المثال، عندما عُرضت مسلسل "ذا سوبرانوس" لأول مرة في عام ١٩٩٩، كانت هذه هي المرة الثانية فقط التي أنتجت فيها HBO دراما تلفزيونية تستمر لساعة كاملة. ساعدت مقدمة العنوان في "منح العرض مصداقية وجدية تُحجز عادة للسينما، مما يمنحه موقعًا أقوى في ذهن وذاكرة الجمهور.
بدءًا من بداية القرن الحادي والعشرين، يمكن العثور على مقدمات العناوين تحيط بمجموعة متنوعة من وسائط بالإضافة إلى الأفلام والتلفزيون، بما في ذلك ألعاب الفيديو والمؤتمرات وحتى أشرطة الفيديو الموسيقية.

## أفلام
بدأت بعض الأفلام في استخدام مقدمات عناوين غير عادية ومعقدة إلى حد ما منذ أواخر العقد ١٩١٠؛ في أمريكا، أصبحت هذه الممارسة أكثر شيوعًا في الثلاثينيات. في فيلم عرض القارب "شو بوت" عام١٩٣٦، استخدمت أشكال مقطوعة الشكل على طاولة دوارة تحمل لافتات تعرض العناوين الافتتاحية. في عام ١٩٢٧, تم تصميم هذا المقطع الافتتاحي بواسطة جون هاركرايدر، الذي قام بتصميم الأزياء للإنتاج الأصلي للمسرحية على مسرح برودواي.
في العديد من الأفلام، ظهرت العناوين البداية على خلفية من السحب (وفي بعض الأحيان تحرك). وتشمل هذه الأفلام The Wizard of Oz (١٩٣٩)، Till the Clouds Roll By (١٩٤٦)، فيلم David Lean لقصة أوليفر تويست (١٩٤٨)، وفيلم King of Kings عام ١٩٦١.
في عام ١٩٤٧، في فيلم Sinbad the Sailor بتقنية التكنيكولور، يبدو أن حروف العناوين الافتتاحية تتشكل من ماء ملون يندفع النافورة.
عادةً ما تظهر عناوين الأفلام والأسماء الفنية بصورة مكتوبة، ولكن في بعض الأحيان يتم قراءتها بصوت عالٍ بدلاً من ذلك. أول مثال على ذلك في السينما الأمريكية كان في فيلم "The Terror" عام ١٩٢٨. هناك أيضًا بعض الحالات التي يتم فيها غناء عناوين الأفلام والأسماء الفنية، بما في ذلك الموسيقيات "Sweet Rosie O'Grady" عام ١٩٤٣ و"Meet Me After the Show" عام ١٩٥١.
منذ أواخر الخمسينيات، أصبحت مقدمات أفلام العناوين عرضًا للتصميم والرسوم التوضيحية المعاصرة. مقدمات العناوين الخاصة بـ سولباس وموريس بيندر تُعد من أفضل الأمثلة على ذلك. كما أنها ألهمت العديد من المقلدين سواء في السينما أو التلفزيون.
في فيلم "بن هور" عام ١٩٥٩، تم وضع العناوين الافتتاحية خلفية لـ "خلق الإنسان" في سقف كنيسة الكابيلا سيستينا الخاص بميكيلانجيلو. مع تقدم العناوين، قامت الكاميرا بالتكبير التدريجي على يد الله الممتدة نحو آدم.
في عام ١٩٧٦، صمم سول باس مقطع عناوين لفيلم That's Entertainment، الجزء الثاني، حيث قدم تكريمًا لمجموعة من مقدمات العناوين في أفلام هوليوود السابقة وقام بإعادة تكرار عدة مقدمات غريبة من الثلاثينيات بما في ذلك فيلم Maytime (١٩٣٧).
مقطع عناوين كايل كوبر لفيلم "Seven" (١٩٩٥) من إخراج ديفيد فينشر أثر على العديد من المصممين في أواخر التسعينيات. جماليتها "استعارتها تمامًا تقريبًا من قِبَل نوع الرعب كأسلوب منزلي".
في فيلم "هاملت" (١٩٩٦) من إخراج كينيث براناغ، فإنه لا يحتوي على مقطع عناوين افتتاحي. العناوين الوحيدة المرئية في بداية الفيلم هي اسم شركة الإنتاج واسم شكسبير وعنوان الفيلم. ومع ذلك، يتم عرض العنوان عن طريق تحريك الكاميرا ببطء عبر قاع قاعدة تمثال الملك هاملت الميت، الذي ستظهر روحه في ثلاث مشاهد من الفيلم والذي سيلعب دورًا حاسمًا في القصة.

## تلفزيون
مقدمات العناوين لمسلسلات التلفزيون لعبت دورًا أساسيًا في تحديد هوية العرض. تُعرض هذه المقدمات في بداية كل حلقة جديدة أو إعادة بث، عادةً مع تغييرات محدودة على مدار فترة عرض المسلسل. ويمكن أن تصبح هذه المقدمات ذاكرة قوية للمشاهدين. يمكن أن يتذكر المشاهد الموسيقى التصويرية التي تعزف أثناء المقدمة بوضوح حتى بعد عقود من عرض المسلسل.
مقدمات العناوين يمكن أن تأخذ أشكالًا متنوعة وتدمج عناصر مختلفة. قد تلخص الأغنية تاريخ المسلسل أو فكرته، مثل في حالة مسلسلات"The Brady Bunch"، "The Beverly Hillbillies"، أو "Mister Ed". وبشكل أقل شيوعًا، قد يقدم التعليق الصوتي نفس الوظيفة كما في حالة مسلسلات "Star Trek"، "Quantum Leap"، أو "The Twilight Zone". غالبًا ما تعيّن الأغنية بشكل عام موضوع المسلسل، مثل في حالة مسلسلات "WKRP in Cincinnati"، "Cheers"، أو "All in the Family".
قد يتم استخدام قطعة موسيقية غير مقروءة بنفس الطريقة، مثل في حالة مسلسل "Taxi"، "The Bob Newhart Show"، أو"Dallas". في وقت ما، ستحمل مقدمة العنوان شعارًا نصيًا يميز المسلسل. يمكن استخدام العناصر المرئية لتقديم سرد سريع للخلفية مثل في حالة مسلسلات "I Dream of Jeannie" أو "Gilligan's Island". نظرًا لأنه يتم إنتاجه في بداية المسلسل، فيعتمد المقطع على لقطات مأخوذة من الحلقات الأولى التي تم تصويرها عند إعداد المقدمة. يمكن استخدام مقاطع قصيرة للشخصيات الرئيسية لتقديمها وإعطاء الشكر للممثلين الذين يؤدونها، كما في حالة مسلسل "The Love Boat".
إلى جانب هذه العناصر، يمكن أن تتضمن المقدمة لقطات أخرى تصور الإعداد أو مشاهد شائعة في المسلسل (مثل مطاردات السيارات في دراما الشرطة، أو الأنشطة المنزلية في المسلسل الكوميدي، أو الغناء والرقص في برامج الترفيه المتنوعة).
على الرغم من أن مقدمة العنوان قد يتم تعديلها خلال مسلسل لتحديث تغييرات في التشكيلة الفنية أو لإضافة لقطات "مميزة" جديدة من الحلقات اللاحقة، إلا أنها عادة ما تبقى في طابعها الأساسي لموسم كامل. بعض البرامج قد شهدت تغييرات كبيرة في مقدمات العناوين والموسيقى التصويرية على مدار فترة عرضها، بينما في المقابل، يحتفظ بعض البرامج الشهيرة بمقدماتها الأصلية لعقود مع تعديلات طفيفة فقط. على الجانب المقابل، يمكن للحفاظ على مقدمة العنوان الأصلية للمسلسل أن يسمح للمنتج بتغيير العديد من العناصر الرئيسية داخل البرنامج نفسه دون أن يفقد العرض هويته على الشاشة. تشمل التغييرات الأخرى تغيير الموسيقى التصويرية فقط مع الاحتفاظ بالمشاهد البصرية أو العكس بالعكس.
هناك بعض المسلسلات التي تجري تعديلات طفيفة على مقدمة العنوان في كل حلقة، مثل وضع عنوان حلقة مختلفة على كل حلقة. وهناك بعض التعديلات البسيطة على محتوى المقدمة ذاتها، لتجنب أن تكون متكررة تمامًا في كل حلقة والمكافأة المشاهدين المنتبهين. على سبيل المثال، في مسلسل "The Rockford Files"، ستتضمن رسالة مختلفة تركها الشخصية الرئيسية على الجهاز الآلي للرد على المكالمات في كل حلقة. وفي مسلسل "The Simpsons"، تتضمن مقدمة كل حلقة عناصر فريدة من نوعها (مثل مشهد الأريكة الكوميدي).
في مسلسلات الأنمي، تطورت مقدمات العناوين البداية والنهاية لتصبح فنًا مميزًا بحد ذاته. وذلك يرجع إلى مدة تشغيل الحلقة التلفزيونية اليابانية التي تبلغ نصف ساعة، والتي توفر وقتًا أطول للحلقة الفعلية بدلاً من الإعلانات التجارية. وبالتالي، يتم تخصيص دقيقة ونصف لمقدمة البداية والنهاية في كل حلقة. ستضم هذه المقدمات عادةً قطعًا موسيقية غنائية، وفي بعض الأحيان يقوم أعضاء طاقم الأصوات للبرنامج بأداء الأغاني، وتحتوي على رسوم متحركة فريدة تخدم موضوعيًا فتح الحلقة وإغلاقها. وغالبًا ما يتم استدعاء مخرجين متخصصين ومحركين رئيسيين لتوجيه وتقديم الرسوم المتحركة الخاصة بهذه المقدمات.
في مقدمات العناوين البداية، عادة ما تتضمن الشارات المعلومات التالية: المخرج، المنتج، مخرج الرسوم المتحركة، الاستوديو، الموسيقى وأعمال الرسوم المتحركة للعنوان البداية. أما التفاصيل المفصلة حول فريق العمل وأصوات الأداء فعادة ما تحتفظ بها للعنوان النهاية. في الأنمي المنتج بشكل أساسي لجمهور الأطفال الصغار، قد يتم توفير كلمات الأغنية المطلوبة للكاريوكي في أسفل مقدمة البداية والنهاية. لمزيد من المعلومات حول مقدمات الأنمي، يمكن الاطلاع على فصل الموسيقى في الرسوم المتحركة اليابانية.
تحتوي البرامج التلفزيونية الخاصة، خاصةً الأعمال الكلاسيكية، على مقدمات عناوين غير اعتيادية. على سبيل المثال في مقدمة عرض ميخائيل باريشنيكوف لباليه "الكسارة والجني" لتشايكوفسكي عام ١٩٧٧، نشاهد لقطات قريبة وتجميد للإطار وتصوير بالحركة البطيئة لباريشنيكوف والممثلة الرئيسية جيلسي كيركلاند "يستعدان" للباليه. عند ظهور العنوان الفعلي على الشاشة، نرىباريشنيكوف في زيه وقناع الكسارة وهو يقفز في الهواء بحركة بطيئة وتجميد للإطار. يتم سماع "المقطوعة المصغرة" أثناء مقدمة العناوين.
أما في أخبار التلفزيون المعاصرة، يمكن تغيير مقدمة العنوان يوميًا، من خلال إدراج مشاهد من أخبار ذلك اليوم مع صوت المقدم يشوق للأحداث. يضمن ذلك أن تظهر مقدمة العنوان بشكل جديد ولكنها لا تزال تحدد البرنامج الإخباري من خلال موسيقاه وأسلوبه البصري.
في عام 2010، نشر دليل التلفزيون قائمة بأفضل ١٠ مقدمات للمسلسلات التلفزيونية الأمريكية، كما اختارها القراء. وكانت القائمة على النحو التالي، من الأول إلى العاشر: The Simpsons، Get Smart، The Mary Tyler Moore Show، المسلسل الأصلي لـHawaii Five-O، True Blood، The Big Bang Theory، Dexter، The Brady Bunch، Mad Men، وThe Sopranos.

## العاب الفيديو
المقدمة المتحركة، ووضع الجذب، وشاشة العنوان، ومقطع العنوان هي جزء كبير من ألعاب الفيديو منذ عقود. ومع ذلك، فإنه فقط في الآونة الأخيرة تمكنت مقدمات ألعاب الفيديو من مجاراة جودة ودقة مقدمات الأفلام والبرامج التلفزيونية.
لعبتي Deus Ex: Human Revolution من Eidos Montréal و The Last of Us من Naughty Dog هما مثالان حديثان على ألعاب Triple-A التي استخدمت مقدمات العناوين الافتتاحية بأسلوب الأفلام. فيما على سبيل المثال، في لعبة Professor Layton and the Lost Future تم وضع العنوان بعد بعض أجزاء اللعب لإعداد القصة.